# 奧切列季亞涅 (卡哈爾雷克區)
49°49′28″N 30°59′19″E / 49.82444°N 30.98861°E
奧切雷蒂亞內（烏克蘭語：Очеретяне）是位於烏克蘭北部的村莊，由基辅州奧布希夫區的卡哈爾利克市鎮負責管轄。該村面積1.3平方公里，海拔高度156米，2001年人口257，人口密度每平方公里198.3人。